# Los hermanos Salvador
Los Hermanos Salvador es una serie de televisión web mexicana de comedia de situación producida Sula Films y distribuida por Alebrije Entertainment para el servicio de streaming Disney+. Está protagonizada por Francisco de la Reguera, Nacho Tahhan, Daniel Fuentes Lobo, Juan Ugarte, y Adriana Hernández. Se estrenó el 23 de marzo de 2022 con un total de 10 episodios para la primera temporada.

## Reparto
- Francisco de la Reguera como Esteban Salvador[4]
- Nacho Tahhan como Rogelio Salvador[4]
- Daniel Fuentes Lobo como Jonás Salvador[4]
- Juan Ugarte como Octavio Salvador[4]
- Adriana Hernández como Graciela Salvador[4]
- Manuel Balbi como Vladimir Quiroga[4]
- Mariana Gajá como Susana Quiroga[4]
- Erick Velarde como Mateíto Quiroga[4]
- Naomy Romo como Martha[4]
- Alosian Vivancos como Humberto el Demonio

## Episodios
| N.º | Título                                         | Fecha de lanzamiento original |
| --- | ---------------------------------------------- | ----------------------------- |
| 1   | «El regreso de los hermanos Salvador, parte 1» | 23 de marzo de 2022           |
| 2   | «El regreso de los hermanos Salvador, parte 2» | 23 de marzo de 2022           |
| 3   | «El fantasma del Duque»                        | 23 de marzo de 2022           |
| 4   | «La travesía musical»                          | 23 de marzo de 2022           |
| 5   | «El ataque los muertos vivientes, parte 1»     | 23 de marzo de 2022           |
| 6   | «El ataque los muertos vivientes, parte 2»     | 23 de marzo de 2022           |
| 7   | «Viajeros en el tiempo»                        | 23 de marzo de 2022           |
| 8   | «El portal al inframundo»                      | 23 de marzo de 2022           |
| 9   | «Salvador vs Quiroga: una batalla épica»       | 23 de marzo de 2022           |
| 10  | «¡Detengan el fin del mundo!»                  | 23 de marzo de 2022           |